# Jock Shaw
Pour les articles homonymes, voir Shaw.
Jock Shaw est un footballeur international écossais, né le 29 novembre 1912, à Annathill (en), Lanarkshire et décédé le 13 juin 2000 . Évoluant au poste de défenseur, il est particulièrement connu pour ses saisons aux Rangers. Il fait partie du Rangers FC Hall of Fame.
Il compte 6 sélections en équipe d'Écosse.

## Biographie

### Carrière en club
Natif de Annathill (en), Lanarkshire, il joue d'abord avec les Airdrieonians cinq saisons, avant de s'engager pour les Rangers pour 2.000£ en juillet 1938, recruté par Bill Struth. Il y restera 15 saisons (dont les saisons de guerre), y jouant plus 600 matches, dont 287 dans des compétitions officielles et 169 en championnat. Il était surnommé Tiger.
Il porta le brassard de capitaine de 1938 à 1950, ayant l'honneur d'être le capitaine de la première équipe à réaliser le triplé (championnat-Coupe-Coupe de la Ligue) en Écosse lors de la saison 1948-49.
Son palmarès avec le club compte 4 titres de champion (dont l'édition 1938-39 juste avant la guerre et l'édition 1946-47, la première à avoir lieu après la guerre), 3 Coupes d'Écosse et 2 Coupes de la Ligue écossaise. Il n'inscrit qu'un seul but pour les Rangers et il eut lieu en 1947, à 34 ans, lors d'un match contre son ancien club, Airdrieonians, sur penalty. Après sa retraite, il resta dans l'encadrement du club, d'abord comme entraîneur de l'équipe réserve puis comme responsable de la pelouse.
Son frère cadet, Davie, fut aussi footballeur professionnel, jouant pour Hibernian et Aberdeen et aussi sélectionné en équipe d'Écosse.
Jock Shaw a vécu une grande partie de sa vie à Glenboig dans le North Lanarkshire, tout proche de son village natal. Il y vécut jusqu'à son décès avec sa femme Meg, avec qui il a eu deux enfants (David et Margaret) et trois petits-enfants (David, Elaine et Lorna).

### Carrière internationale
Jock Shaw reçoit 6 sélections en faveur de l'équipe d'Écosse. Il joue son premier match le 23 janvier 1946, pour un match nul 2-2, à l'Hampden Park de Glasgow, contre la Belgique en match amical. Il reçoit sa dernière sélection le 4 octobre 1947, pour une défaite 0-2, au Windsor Park de Belfast, contre l'Irlande en British Home Championship. Il n'inscrit aucun but lors de ses 6 sélections mais fut capitaine de l'équipe les 6 fois.
Son frère, Davie, a quant à lui reçu neuf sélections pour l'équipe d'Écosse, dont une le 15 mai 1946 (c'était la première sélection de Davie et la deuxième de Jock), ce qui fait que ce jour-là, deux frères portèrent en même temps le maillot écossais, ce qui ne se reproduira pas avant le 12 octobre 2005, quand Gary et Steven Caldwell jouèrent en même temps contre la Slovénie.
Il participe avec l'Écosse aux British Home Championship de 1947 et 1948.

## Palmarès

### Comme joueur
- Rangers :
  - Champion d'Écosse en 1938-39, 1946-47, 1948-49 et 1949-50
  - Vainqueur de la Coupe d'Écosse en 1948, 1949 et 1950
  - Vainqueur de la Coupe de la Ligue écossaise en 1947 et 1949